# Луиђи Пулчи
Луиђи Пулчи (Фиренца, 15. август 1432 - Падова, 11. новембар 1484) био је италијански песник познат најпре по Моргантеу, витешком епу о џину који када се преобратио у хришћанство почиње да прати Орланда.

## Биографија
Луиђи Пулчи рођен је у Фиренци 1432. године. Његов отац био је Јакопо ди Франческо Пулчи, а мајка Бриђида де Барди. Након тешког детињства због сиромаштва (Пулчијеви су некада припадали племству), примљен је у породицу Медичи 1461. године захваљујући младом Лоренцу који се такође везује за комично-реалистични ток у књижевности. 
Између 1473. и 1474. године оженио се Лукрецијом dељи Албици када му је Лоренцо још увек био наклоњен. У том периоду клима уског круга породице Медичи, која је на почетку била под утицајем локалне фирентинске традиције, значајно се мења зато што је ова племићка породица почела да се окреће Неоплатонској Академији (Марсилио Фичино, Пико дела Мирандола, Кристофоро Ландино). Пулчино је ушао у сукоб са овим личностима и водио жестоку полемику са Фичином о бесмртности душе.
Прекид пријатељства са Лоренцом и тешка финансијска ситуација која је задесила његову браћу Луку и Бернарда 1470. године, приморали су Пулчија да напусти Фиренцу и да ступи у службу кондотјера Роберта ди Сан Северина којег ће пратити на многим службеним путовањима северном Италијом (Милано, Пиза и Венеција). Године 1481. постаје управник Сансевериновог феудалног поседа Вал ди Лугана. Будући да се разболео у току путовања, умире 1484. године у Падови. Сахрањен је изван зидина цркве Светог Апостола Томаза „близу бунара” „без икакве церемоније” као „непобожни” човек.

## Дела
Пулчијево ремек-дело јесте Морганте, јединствено дело италијанске књижевности, због комично-реалистичног тона и невероватних авантура пре свега двојице џинова Моргантеа и Маргутеа. Овај витешки еп, написан је у октавама подељеним на кантаре, бави се тематиком каролиншког циклуса. Назив дела уједно је и име протагонисте ког Орландо покрштава у хришћанство и чије авантуре представљају велики део радње. Првих 23 певања, познатих под називом Морганте миноре, објављена су 1478. године, а са коначних 28 певања зваће се Морганте мађоре и излази 1483. године. Последњих пет певања из комплетног епа имају потпуно другачији стил писања и говоре о Орландовој смрти у бици код Ронсевала.
Једно од првих Пулчијевих дела јесте невелика поема La Beca di Dicomano која представља одговор на Лоренцово дело Nencia dа Barberino испуњено пародијским приказима дворске љубави и слављења госпи.